# Эль-Хамра (город)
Эль-Хамра (араб. الحمراء‎) — вилайетный центр в провинции Эд-Дахилия Султаната Оман. Город Эль-Хамра находится у подножья гор Джебель Ахдар. Согласно переписи 2020 года, население 14 035 человек, не считая мигрантов.
Аль-Хамра также известна как Хамра Эль-Абриен в связи с проживающим там племенем Эль-Абри. Рядом с центром города находится площадь и базар. В Аль-Хамре сохранились одни из самых старых домов в Омане, построенные на наклонной каменной плите. Многие из домов двух-, трех- и даже четырехэтажные, с потолками из пальмовых балок и листьев, покрытых глиной и соломой.

## История
Аль-Хамра была заселена племенем аль-Абри в конце XVII века во времена правления имама Саифа ибн Султана, четвертого правителя из династии Яруба. Он известен своими оригинальными кирпичными зданиями в йеменском стиле, однако многие из них были заброшены, поскольку жители переехали в современные здания.
До 1066 г. н.э. провинция Хамра состояла из нескольких старых деревень и разбросанных оазисов, известных как область Кадам. Шейх Ибрагим бин Саид аль-Абли, бывший муфтий султаната, описывает ее как территорию, простирающуюся от севера Бахры до подножия Зеленых гор. В этот район входит несколько деревень, таких как Билад Сит, Аль-Хамра, Аль-Карья, Аль-Кала, Аль-Алид и Дат-Кайль.